# Комсомольський (Новосибірська область)
Комсомольський (рос. Комсомольский) — селище у Куйбишевському районі Новосибірської області Російської Федерації.
Входить до складу муніципального утворення Куйбишевська сільрада. Населення становить 195 осіб (2010).

## Історія
Згідно із законом від 2 червня 2004 року органом місцевого самоврядування є Куйбишевська сільрада.

## Населення
| 2002 | 2007 | 2010 |
| ---- | ---- | ---- |
| 226  | ↗240 | ↘195 |